# 곽민정
곽민정(郭珉整, 1994년 1월 23일~)은 대한민국의 피겨스케이팅 선수이다. 2010년 동계 올림픽에 참가했으며, 세계 선수권 대회와 4대륙 피겨스케이팅 선수권 대회에 3회씩 참가했다.

## 어린 시절
경기도 성남시에서 곽윤석과 노성희 부부의 장녀로 태어났다. 동생으로는 2살 아래인 곽태영이 있다. 아버지 곽윤석은 경영학자로 민주당의 싱크탱크인 민주정책연구원 부국장을 지냈다.

## 선수 경력

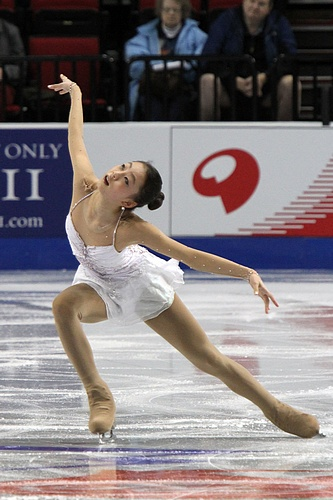
2010년 스케이트 캐나다 당시 곽민정

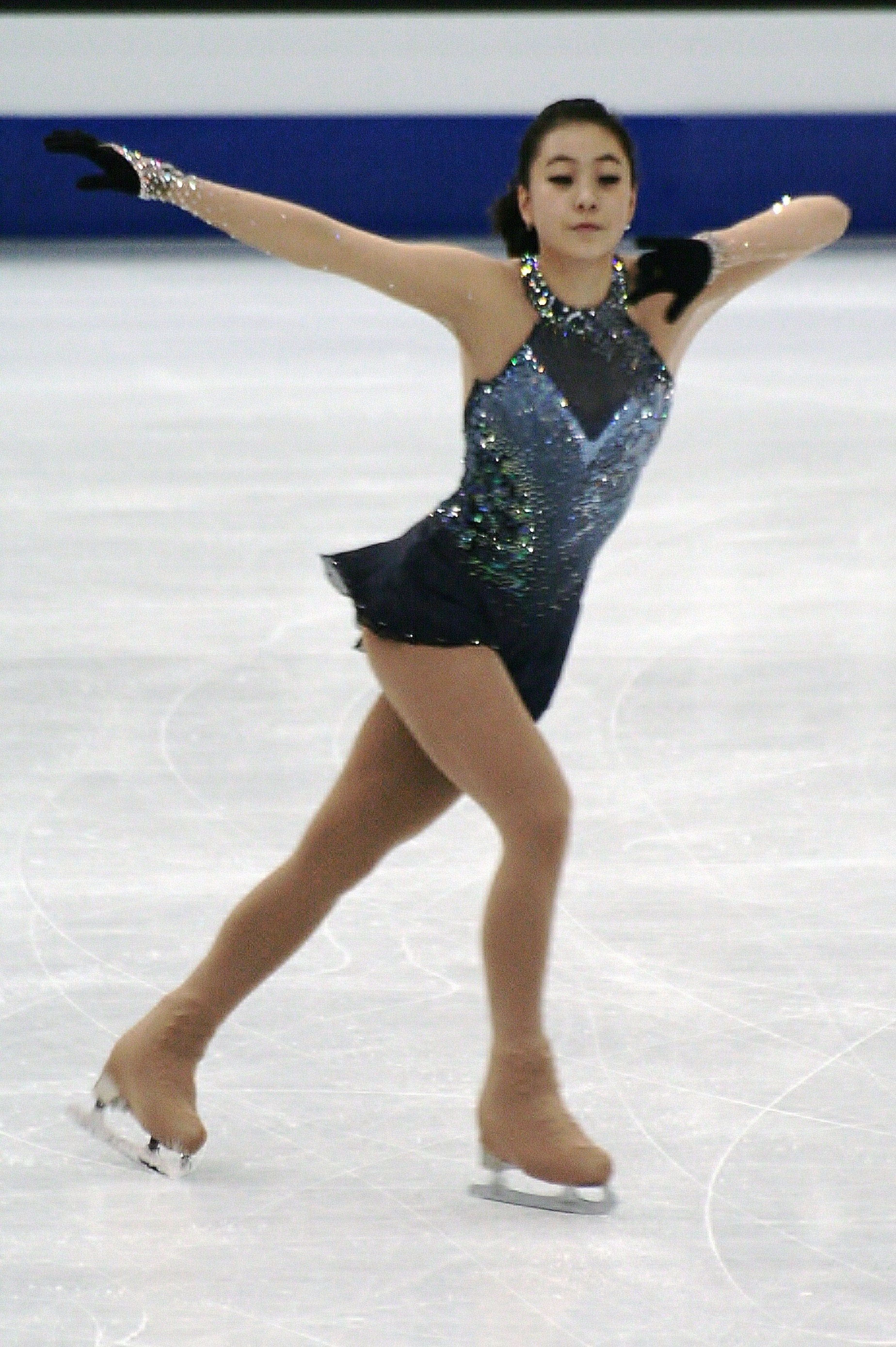
2012년 세계 선수권 대회 당시 곽민정

2009년 한국 선수권 대회 주니어 부분에서 우승했으며, 2007년과 2009년 회장배 전국 남녀 피겨스케이팅 랭킹 대회에서 우승했다. 2010년 1월 대한민국 전주에서 열린 2010년 4대륙 선수권 대회를 통해 국제 시니어 대회에 처음으로 출전하며 154.71점으로 6위를 기록하였다. 2010년 2월 캐나다 밴쿠버에서 열린 2010년 동계 올림픽에 참가하여 총점 155.53점으로 자신의 최고 기록을 갱신하며 13위에 올랐다. 올림픽 이후인 3월 이탈리아 토리노에서 열린 2010년 세계 선수권 대회에서는 쇼트 프로그램 도중 크게 넘어져 허리를 다친 상태에서 경기해야 했기 때문에 전체적으로 저조한 성적이 나와 22위를 기록했다.
밴쿠버 올림픽 이후 김연아를 지도한 브라이언 오서가 코치가 되기로 결정되었으며, 5월 말부터 본격적으로 오서 밑에서 훈련했다. 하지만 8월 김연아와 오서가 결별을 선언하면서 자연스럽게 본인도 오서와 결별하게 되었다. 한편 2010-11시즌에 접어들면서 11월에 열리는 3차 시니어 피겨 그랑프리 대회인 2010년 컵 오브 차이나와 4차 시니어 피겨 그랑프리 대회인 2010년 스케이트 아메리카 출전권을 얻었다. 이로 인해 김연아, 김채화, 김나영의 뒤를 이어 대한민국 여자 싱글 선수로는 4번째로 2개의 그랑프리 대회에 출전하는 선수가 되었다. 그러나 건강 상태가 저조하여 각각 9위와 11위를 기록했다. 
이후 절치부심하는 심정으로 2011년에 국제 대회에 연달아 참가하였다. 1월에는 카자흐스탄의 아스타나와 알마티에서 열린 2011년 동계 아시안 게임에 참가하였다. 이 대회에서 총점 147.95점으로 일본의 무라카미 가나코와 이마이 하루카의 뒤를 이어 3위에 오르며 대한민국 여자 싱글 선수 사상 최초로 아시안 게임 동메달을 획득했다. 이후 2월에는 2011년 동계체전에 참가하여 우승하였으며, 19일과 20일 중화민국의 타이베이에서 열린 2011년 4대륙 선수권 대회에서 쇼트 8위, 프리 8위를 기록하며 종합 8위의 성적으로 2년 연속 10위권 안에 드는 저력을 과시했다. 특히 이번 대회는 2010년 올림픽 은메달리스트인 일본의 아사다 마오를 비롯하여 안도 미키와 스즈키 아키코, 미국의 레이철 플랫과 미라이 나가스, 앨리사 시즈니 등 쟁쟁한 선수들이 참가한 것으로 볼때 그 의의가 크다. 같은 해 4월에는 러시아 모스크바에서 열린 2011년 세계 선수권 대회에도 참여하였으나 다리 근육 파열로 예선에서 67.75점을 획득, 15위를 기록해 쇼트 프로그램에 진출하지 못하였다.
2011년 8월 뉴질랜드 더니딘에서 열린 환태평양 동계 대회에서 종합 125.89점으로 뉴질랜드의 모건 피긴스와 오스트레일리아의 자라 패스필드를 누르고 우승을 차지하였다. 곽민정이 국제 대회 시상식에서 애국가가 나오게 한것은 이 대회가 처음이다. 이후 중국 둥관에서 열린 2011년 아시아 트로피에서 대한민국의 박연준과 중국의 왕자레이의 뒤를 이어 동메달을 획득했다. 이듬해인 2012년 2월 미국 콜로라도스프링스에서 열린 2012년 4대륙 선수권 대회에는 부상이 완전히 회복되지 않았음에도 불구하고 10위를 기록해 3년 연속 10위권에 드는 성과를 내었다. 3월에는 프랑스 니스에서 열린 2012년 세계 선수권 대회에서는 쇼트에서 36.91점을 기록하여 전체 순위 28위로 프리 스케이팅에는 진출에 실패했다.
2012-13 시즌을 앞두고 계단에서 넘어지며 발목 인대가 끊어지는 부상을 당하며 대부분의 대회 출전을 포기하고 재활 훈련을 했다. 이후 2014년 10월에 루마니아 브라쇼브에서 열린 2014년 크리스털 스케이트를 통해 국제 대회에 복귀했으며, 루마니아의 줄리아 사우테르와 이탈리아의 카롤 브레사누티의 뒤를 이어 3위에 올랐다. 이후 12월에 2015년 동계 유니버시아드 참가 목표로 회장배 랭킹 대회에 참가했으나 51위에 머물며 출전권 획득에 실패했다. 이 대회 이후 현역에서 은퇴했다.

## 은퇴 이후의 삶
2017년부터 KBS의 피겨스케이팅 해설위원으로 영입되어 김승휘와 남현종 등과 함께 2017년 동계 아시안 게임, 2018년 동계 올림픽, 2022년 동계 올림픽 해설을 맡았다. 2025년에 박소연에게 해설위원을 넘겼다.
2021년부터 임은수의 코치를 맡고 있다.
2019년부터 농구선수 문성곤과 열애를 했고, 2021년 5월 29일에 문성곤과 결혼했다.

## 스케이팅 기술
- 더블악셀(2A)과 트리플토룹(3T) , 트리플살코(3S), 트리플룹(3Lo), 트리플플립(3F), 트리플러츠(3Lz)의 5종 트리플 점프를 구사한다.
- 러츠와 살코를 이용한 컴비네이션 점프를 뛸 수 있다. 3Lz+2T, 3Lz+2T+2Lo, 3S+2T, 3S+2Lo, 3S+2A+SEQ, 3T+2A+SEQ, 2A+2A+SEQ, 2A+2T, 2A+2T+2T, 2A+2T+2Lo와 같은 컴비네이션 점프와 시퀀스 점프를 인정받았다.
- 유연한 상·하체를 활용해 각각 레벨 4를 꾸준히 인정 받고있는 스파이럴 시퀀스와 비엘만 스핀을 비롯한 다양한 스핀 포지션 수행 능력이 강점이다.

## 프로그램
| 시즌      | 쇼트 프로그램                                                                                      | 프리 스케이팅 | 갈라 |
| --------- | -------------------------------------------------------------------------------------------------- | --- | --- |
| 2011-2012 | 에덴의 동쪽 (East of Eden) by 리 홀드리지 (안무 - 신예지)                                          | 쾌활한 파리인 (Gaîté Parisienne) by 자크 오펜바흐 (안무 - 데이비드 윌슨)카프리스 보헤미안 (Caprice Bohemien Op.12) by 세르게이 라흐마니노프 (안무 - 데이비드 윌슨) | The Truth Is by 채리스Don't Rain On My Parade - 드라마 '글리' OST (안무 - 제프리 버틀)                                                         |
| 2010-2011 | 캐논 (Canon in D Major) by 요한 파헬벨 (안무 - 데이비드 윌슨)                                      | 카프리스 보헤미안 (Caprice Bohemien Op.12) by 세르게이 라흐마니노프 (안무 - 데이비드 윌슨)                                                                         | Get Right by 제니퍼 로페즈 (안무 - 신예지)Don't Rain On My Parade - 미국드라마 '글리(Glee)' OST (안무 - 제프리 버틀)                           |
| 2009-2010 | 오리엔트 특급 살인 사건 by 리처드 로드니 베넷 - 영화 '오리엔트 특급 살인 사건' OST (안무 - 김세열) | 레 미제라블 by 클로드 미셸 숑베르 (안무 - 김세열) | The Voice Within by 크리스티나 아길레라 (안무 - 신예지) 마시멜로우 by 아이유 (안무 - 신예지) SuperGirl by 세이빙 제인 (안무 - 뚝바 카라드미르) |
| 2008-2009 | 블러드 다이아몬드 by 제임스 뉴튼 하워드 - 영화 '블러드 다이아몬드' OST                             | Tango In Ebony by 막심 Somewhere by 다비드 가렛 Hall Of The Mountain King by 막심                                                                                  | Stupid Cupid by 맨디 무어 - 영화 '프린세스 다이어리' OSTA Thousand Miles by 바네사 칼튼                                                        |
| 2007-2008 | 블러드 다이아몬드 by 제임스 뉴튼 하워드 - 영화 '블러드 다이아몬드' OST                             | 스트라디바리우스 (Stradivarius) by 커트 베스터 | |
| 2006-2007 | A Time For Us Liber Tango                                                                          | 상처 - 드라마 '그 여자' OST Romance by 유키 구라모토 - 영화 '달콤한 인생' OST 서곡 (Overture) by 임형주                                                            | |

## 대회 기록

### 주요 대회 기록
| 대회/시즌                                          | 2007-2008 | 2008-2009 | 2009-2010 | 2010-2011 | 2011-2012 |
| -------------------------------------------------- | --------- | --------- | --------- | --------- | --------- |
| 동계 올림픽                                        |           |           | 13        |           |           |
| 세계 선수권                                        |           |           | 22        | 33        | 28        |
| 4대륙 선수권                                       |           |           | 6         | 8         | 10        |
| 주니어 세계 선수권                                 |           | 22 J.     |           |           |           |
| 한국 선수권 (전국남녀 피겨스케이팅 종합선수권대회) | 2 J.      | 1 J.      | 2         | 3         | 6         |
| 스케이트 아메리카                                  |           |           |           | 11        |           |
| 컵 오브 차이나                                     |           |           |           | 9         |           |
| 동계 아시안 게임                                   |           |           |           | 3         |           |
| 아시안 트로피                                      |           |           |           |           | 3         |
| 환태평양 대회                                      |           |           |           |           | 1         |
| 주니어 그랑프리 크로아티아                         |           |           | 11 J.     |           |           |
| 주니어 그랑프리 미국                               |           |           | 11 J.     |           |           |
| 주니어 그랑프리 멕시코                             |           | 3 J.      |           |           |           |
| 주니어 그랑프리 영국                               | 13 J.     | 13 J.     |           |           |           |
| 주니어 그랑프리 에스토니아                         | 10 J.     |           |           |           |           |
| 회장배 랭킹대회(한국) (*올림픽대표 선발전 겸)      | 5         | 5         | 1 *       | 1         |           |
| 피겨스케이팅 주니어 그랑프리 선발전(한국)          | 4 J.      | 1 J.      | 2 J.      |           |           |
| 동계전국체전(한국)                                 | 2 J.(중)  | 1 J.(중)  |           | 1 (고)    | 1 (고)    |

J. : 주니어 부문

### 주요 대회 세부 기록

#### 시니어
| 2011-2012 시즌             | 2011-2012 시즌                              | 2011-2012 시즌 | 2011-2012 시즌 | 2011-2012 시즌 | 2011-2012 시즌 | 2011-2012 시즌 |
| 날짜                       | 대회명                                      | 레벨           | 예선           | 쇼트           | 프리           | 총합           |
| -------------------------- | ------------------------------------------- | -------------- | -------------- | -------------- | -------------- | -------------- |
| 2012년 3월 26일 – 4월 1일  | 2012 세계 선수권 대회                       | 시니어         | -              | 28 36.91       | -              | 28 36.91       |
| 2012년 2월 7일 – 12일      | 2012 4대륙 선수권 대회                      | 시니어         | -              | 9 48.72        | 10 81.80       | 10 130.52      |
| 2011년 8월 23일 – 26일     | 2011 아시안 트로피                          | 시니어         | -              | 3 43.19        | 4 71.71        | 3 114.90       |
| 2011년 8월 11일 – 13일     | 2011 환태평양 대회                          | 시니어         | -              | 1 42.82        | 1 80.07        | 1 125.89       |
| 2010-2011 시즌             |                                             |                |                |                |                |                |
| 날짜                       | 대회명                                      | 레벨           | 예선           | 쇼트           | 프리           | 총합           |
| 2011년 4월 25일 – 5월 1일  | 2011 세계 선수권 대회                       | 시니어         | 15 67.75       | -              | -              | 33 67.75       |
| 2011년 2월 17일 – 2월 20일 | 2011 4대륙 선수권 대회                      | 시니어         | -              | 8 50.47        | 8 96.68        | 8 147.15       |
| 2011년 1월 30일 – 2월 6일  | 2011 동계 아시안 게임                       | 시니어         | -              | 3 52.65        | 3 95.30        | 3 147.95       |
| 2011년 1월 14일 – 1월 16일 | 제65회 전국남녀 피겨스케이팅 종합선수권대회 | 시니어         | -              | 1 50.48        | 3 91.78        | 3 142.26       |
| 2010년 11월 12일 – 14일    | 2010 스케이트 아메리카                      | 시니어         | -              | 10 44.41       | 11 80.80       | 11 125.21      |
| 2010년 11월 5일 – 7일      | 2010 컵 오브 차이나                         | 시니어         | -              | 9 38.83        | 9 75.15        | 9 113.98       |
| 2010년 10월 29일 – 30일    | 2010 회장배 랭킹대회                        | 시니어         | -              | 4 45.01        | 1 81.19        | 1 126.20       |
| 2009-2010 시즌             |                                             |                |                |                |                |                |
| 날짜                       | 대회명                                      | 레벨           | 예선           | 쇼트           | 프리           | 총합           |
| 2010년 3월 22일 – 28일     | 2010 세계 선수권 대회                       | 시니어         | -              | 23 47.46       | 22 73.01       | 22 120.47      |
| 2010년 2월 14일 – 27일     | 2010 동계 올림픽                            | 시니어         | -              | 16 53.16       | 12 102.37      | 13 155.53      |
| 2010년 1월 25일 – 31일     | 2010 4대륙 선수권 대회                      | 시니어         | -              | 7 53.68        | 4 101.03       | 6 154.71       |
| 2010년 1월 9일 – 10일      | 제64회 전국남녀 피겨스케이팅 종합선수권대회 | 시니어         | -              | 2 46.23        | 2 88.00        | 2 134.23       |
| 2009년 11월 7일 – 8일      | 2009 회장배 랭킹대회 (올림픽대표 선발전)    | 시니어         | -              | 1 53.99        | 1 89.88        | 1 143.87       |

#### 주니어
| 2009–2010 시즌      | 2009–2010 시즌                              | 2009–2010 시즌 | 2009–2010 시즌 | 2009–2010 시즌 | 2009–2010 시즌 |
| 날짜                | 대회명                                      | 레벨           | 쇼트           | 프리           | 총합           |
| ------------------- | ------------------------------------------- | -------------- | -------------- | -------------- | -------------- |
| 2009년 10월 7-11일  | 2009 주니어 그랑프리 크로아티아             | 주니어         | 8 41.08        | 12 67.13       | 11 108.21      |
| 2009년 9월 2-6일    | 2009 주니어 그랑프리 미국                   | 주니어         | 12 38.49       | 11 67.81       | 11 106.30      |
| 2009년 8월 11일     | 2009 주니어 그랑프리 선발전                 | 주니어         |                |                | 2 113.19       |
| 2008–2009 시즌      |                                             |                |                |                |                |
| 날짜                | 대회명                                      | 레벨           | 쇼트           | 프리           | 총합           |
| 2009년 2월 21-28일  | 2009 주니어 세계 선수권 대회                | 주니어         | 24 38.94       | 19 64.75       | 22 103.69      |
| 2009년 1월 9-11일   | 제63회 전국남녀 피겨스케이팅 종합선수권대회 | 주니어         | 1 42.71        | 1 72.18        | 1 114.89       |
| 2008년 10월 15-18일 | 2008 주니어 그랑프리 영국                   | 주니어         | 14 39.82       | 13 66.23       | 13 106.05      |
| 2008년 9월 10-14일  | 2008 주니어 그랑프리 멕시코                 | 주니어         | 4 46.97        | 3 70.45        | 3 117.42       |
| 2008년 8월 5-6일    | 2008 주니어 그랑프리 선발전                 | 주니어         | 2 44.24        | 2 62.25        | 1 106.49       |
| 2007–2008 시즌      |                                             |                |                |                |                |
| 날짜                | 대회명                                      | 레벨           | 쇼트           | 프리           | 총합           |
| 2008년 1월 13-16일  | 제62회 전국남녀 피겨스케이팅 종합선수권대회 | 주니어         | 1 42.71        | 2 74.72        | 2 117.43       |
| 2007년 10월 18-21일 | 2007 주니어 그랑프리 영국                   | 주니어         | 11 42.44       | 13 61.45       | 13 103.89      |
| 2007년 9월 20-22일  | 2007 주니어 그랑프리 에스토니아             | 주니어         | 11 37.06       | 10 61.71       | 10 98.77       |
| 2007년 5월 11-12일  | 2007 주니어 그랑프리 선발전                 | 주니어         | 3 38.87        |                | 4              |

- 굵은 글씨(볼드체)는 곽민정의 개인최고점수이다.